# Яхта
Яхтата (на нидерландски: jacht, от jagen – лов, преследване) е вид плавателен съд за воден спорт, туризъм и развлечения.
Първоначално това е бил лек и бърз плавателен съд, превозващ важни личности. Днес яхта се нарича всеки плавателен съд, който се движи с помощта на ветрила (ветроходна яхта) и/или двигател (моторна яхта) с цел развлечение или спорт.
Яхтите имат различна дължина, като обикновено тя е между 6 и 30 m. Повечето частни яхти са с дължина 7 – 14 m.